# 30534 Holler
30534 Holler è un asteroide della fascia principale. Scoperto nel 2001, presenta un'orbita caratterizzata da un semiasse maggiore pari a 3,108784 UA e da un'eccentricità di 0,131986, inclinata di 11,828326° rispetto all'eclittica. Ha un diametro di 16,397 km.